# Sophie Drinker
Sophie Lewis Drinker (geboren als Sophie Lewis Hutchinson; * 24. August 1888 in Haverford, Pennsylvania; † 6. September 1967 in Chestnut Hill, Pennsylvania) war eine US-amerikanische Begründerin der musikwissenschaftlichen Frauen- und Geschlechterforschung.

„I had never been a feminist nor has anyone in my family tutored me in this train of thought. I took no part in the struggle for women suffrage. In fact, I was hardly aware that it was going on. At that point, I was absorbed in child-bearing, in the management of the household affairs, and in my husband’s companionship. But the time came when some sleeping part of me awoke and had to be heeded.“

## Leben

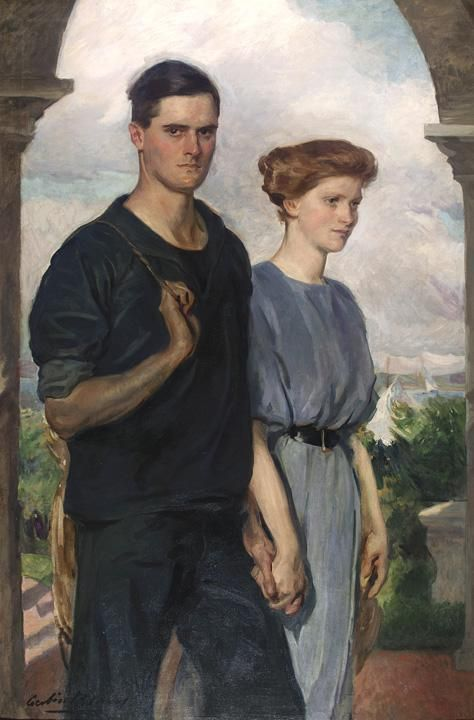
Cecilia Beaux: Sophie und Henry Drinker

Sophie Drinker wurde am 24. August 1888 als Sophie Lewis Hutchinson in Haverford bei Philadelphia (Pennsylvania) geboren. Ihre Familie hatte einen hohen sozialen Status, der bis in das 17. Jahrhundert zurückreichte. Ruth A. Solie (1997) zufolge war die Familie trotzdem nicht übermäßig wohlhabend. Dennoch wurde Sophie Hutchinson sehr vornehm erzogen; Kindermädchen und Hauspersonal übernahmen die täglichen Pflichten. Schon als Kind bekam sie Klavierunterricht und entwickelte ein generelles Interesse an Musik. Sophie Hutchinson wurde am Bryn Mawr College angenommen, nachdem sie ihre Schullaufbahn an der St. Timothy’s School, einer exklusiven Privatschule in Maryland, erfolgreich absolviert hatte. Sie entschied sich aber gegen einen Collegebesuch, was ihr zu diesem Zeitpunkt selbstverständlich erschien.
Im Jahr 1911 heiratete sie den Juristen Henry (genannt Harry) Sandwith Drinker junior und zog mit ihm nach Merion, Pennsylvania. Henry Drinker übte seinen Beruf gern und erfolgreich aus; jede freie Minute aber galt der Musik, einem Hobby, das einen beinahe ebenso großen Stellenwert für ihn hatte wie seine eigentliche Profession. Neben dem aktiven Musizieren widmete er sich der Übersetzung der deutschsprachigen Texte von Vokalkompositionen großer Komponisten ins Englische. Darunter findet sich neben schubertschen Liedern und Haydns Schöpfung vor allem eine Vielzahl von Werken Johann Sebastian Bachs, unter anderem auch das Weihnachtsoratorium, die Johannes-Passion sowie die Matthäus-Passion.
Von Anfang an war auch das Ehe- und Familienleben der Drinkers von gemeinsamem Musizieren gekennzeichnet. Das Ehepaar spielte vierhändig Klavier, Henry Drinker gab allen fünf Kindern täglich Musikunterricht, und die ganze Familie setzte sich regelmäßig zum gemeinsamen Singen zusammen. Henry und Sophie Drinker besuchten so oft wie möglich musikalische Veranstaltungen wie Konzerte, Opernaufführungen oder Musikfeste und waren 25 Jahre lang Abonnenten der Konzerte des Philadelphia Orchestra. Das Ehepaar Drinker ging weder in die Kirche noch zu Partys oder ähnlichen gesellschaftlichen Ereignissen. Sie lasen keine populäre Literatur, sahen sich keine derartigen Filme an und verzichteten auch auf ein Radio, obwohl sie sich eines hätten leisten können – sie unternahmen alles, um mehr Zeit für ihre Musik zu haben. So ist es auch zu erklären, dass Sophie Drinker nur wenig Freunde hatte, dafür aber umso mehr intellektuelle  Bekanntschaften, mit denen sie in regem (Brief-)Kontakt stand.
Henry Drinker engagierte sich in der musikalischen Öffentlichkeit nicht nur als Übersetzer und Herausgeber von Werktexten, sondern auch durch die Organisation von  Konzerten und seine aktive Beteiligung an den musikalischen Planungen verschiedener Schulen und Universitäten. 1928 bauten die Drinkers ein neues Haus, welches einen großen Musikraum enthielt. Hier veranstalteten sie regelmäßig Singabende, gelegentlich stellten sie die Räumlichkeiten auch der American Musicological Society für ihre Versammlungen zur Verfügung.
Die Singing Partys im Hause Drinker entwickelten sich zu einer Tradition, die über 30 Jahre lang anhielt. Sie umfassten zunächst eine kleine Gruppe von ca. 20 Personen, die sich jedoch nach und nach erweiterte, bis sich regelmäßig ca. 150 geladene Sänger versammelten. Zeitweise begleitete sie ein Streichensemble von ca. 8–10 Spielern, zu anderen Zeiten begnügte man sich mit einer Klavierbegleitung, die abwechselnd von drei Chormitgliedern ausgeführt wurde. Oftmals wurden auch bekannte Musiker vom Curtis Institute oder vom Philadelphia Orchestra eingeladen. Diese erklärten sich – häufig ohne Bezahlung – bereit, bei den Übungsabenden mitzuwirken. Im Laufe der Jahre haben nach Schätzungen der Familie Drinker bis zu 3000 Mitwirkende teilgenommen. Geleitet wurden die Proben meist von Henry Drinker, auch die Musikauswahl oblag ihm und seiner Frau. Da die Kosten und Mühen allein von ihnen getragen wurden, hatten die übrigen Mitwirkenden keinerlei Mitspracherechte. Aufführungen wurden nicht veranstaltet und waren auch nicht intendiert; Henry und Sophie Drinker ließen nur in Ausnahmefällen Zuhörer oder Soloauftritte zu.
Die Singabende entsprachen Sophie Drinkers Einstellung zur Amateurmusik, wie in ihrem Buch Die Frau in der Musik deutlich wird:

„Wir haben uns daran gewöhnt, Musik in Verbindung mit Virtuosität zu bringen, und wir befinden uns in ernster Gefahr zu vergessen, daß Musik an sich unser Fühlen und Denken beeinflußt und daß ihre Förderung, ja ihre Existenz als Kunst nur dann berechtigt ist, wenn sie dazu dient, das geistige Leben von Männern und Frauen zu befruchten und zu bereichern. Das wirksamste Mittel um dieses Ziel zu erreichen, ist zu erleben, wie Musik in unserer Kehle und unter unseren Fingern zum Leben erwacht.“

Über diese Singabende hinaus war Sophie Drinker noch in dem Frauenchor „Montgomery Singers“ aktiv, dessen Proben nach kurzer Zeit ebenfalls in den heimischen Musikraum verlegt wurden. Bei ihrer Suche nach Noten für diesen Chor wurde Sophie Drinker auf den Umstand aufmerksam, dass es nur wenig qualitativ und inhaltlich hochwertige Musik für Frauenchöre gab, und dass unter den Komponisten in der Regel keine Frauen zu finden waren. Dies veranlasste sie zu ausführlichen Recherchen über Frauen und ihre Stellung in der Musikgeschichte. Ihre Erkenntnisse legte sie in dem Buch Music and Women: The Story of Women in Their Relation to Music dar, welches 1948 erschien. Obwohl es sich bei diesem Werk nicht um eine professionelle wissenschaftliche Abhandlung handelt, ist es für die Musikforschung – vor allem auch für den Bereich der Genderforschung in der Musik – von großer Bedeutung und kann als wichtiger Beitrag dazu gesehen werden, die fehlende Gleichstellung von Frauen in der Musik in das Bewusstsein der Öffentlichkeit zu rücken. Insbesondere die Neuauflage von 1995, mit einem Nachwort von Ruth A. Solie, hat hierzu beigetragen; für den deutschen Sprachraum hat die Übersetzung von Karl und Irene Geiringer aus dem Jahr 1955 einen großen Stellenwert.
Die Argumentationsstruktur des Buches ist heute veraltet und aus musikwissenschaftlicher Sicht wie aus dem Blickwinkel der aktuellen Genderforschung kritikwürdig. Seine besondere Stellung erhält es aber dadurch, dass es ein Thema behandelt, das zu dem Zeitpunkt kaum – und bis heute noch nicht ausreichend – erforscht war. Sophie Drinker wurde 1949 für ihre Studien vom Smith College, Northampton/Massachusetts, die Doktorwürde verliehen.
Für eine Frau in ihrer sozialen Position war es sehr ungewöhnlich, sich so aktiv für diese Sache einzusetzen. Es hätte den damaligen Verhältnissen mehr entsprochen, sich ein oder zwei Schützlinge zu suchen und diese finanziell und ideell zu fördern. Heute wird gelegentlich kritisiert, dass Sophie Drinker sich mit den Verhältnissen der Vergangenheit beschäftigte, statt Musikerinnen ihrer Zeit zu unterstützen. Ruth A. Solie (1995) hingegen sieht gerade darin die besondere Leistung Drinkers, dass sie sich nicht bequem auf die Förderung eines Einzelschicksals beschränken ließ, sondern versucht hat, die Musikwelt auf die Thematik aufmerksam zu machen und Frauen zu ermutigen, Verlorenes zurückzuerobern.
Im Laufe ihres Lebens veröffentlichte Sophie Drinker noch weitere Schriften, darunter das Buch Brahms and His Women’s Choruses (1952) sowie den Artikel What Price Women’s Chorus? für das Music Journal 1954. Hier entwickelte sie Kriterien, die Kompositionen für Frauenchöre ihrer Ansicht nach erfüllen müssten: die Ausnutzung der vollen Reichweite der weiblichen Stimme, die Repräsentativität der Komposition für die jeweilige musikalische Periode, in der sie entstand, die Hervorhebung der erwachsenengerechten Textinhalte durch Melodie und Harmonik sowie die Einzigartigkeit des Gesamtresultats in dem Sinne, dass ein ähnliches Ergebnis nicht durch ein anderes Medium als einen Frauenchor erreicht werden könne.
1965 verfasste Sophie Drinker ihre Memoiren, die jedoch für ihre Familie gedacht waren und daher unveröffentlicht geblieben sind.
Am 6. September 1967 starb sie an Krebs. Trotz ihrer Krankheit hatte sie in ihren Recherchen für ein neues Buch (über die Auswirkungen der Kolonialrechte auf Frauen) nicht nachgelassen. Diese Arbeit konnte von ihr jedoch nicht mehr beendet werden.

## Werk
In ihrem Hauptwerk Music and Women: The Story of Women In Their Relation to Music geht Sophie Drinker auf das Verhältnis der Frau zur Musik im Verlauf der Geschichte ein. Dabei bleibt sie so allgemein, wie der Titel vermuten lässt. Aspekte, die Sophie Drinker besonders wichtig waren und von ihr in dem Buch immer wieder verdeutlicht werden, sind das Bedürfnis des Menschen nach künstlerischer Entfaltung, die Verbindung von Musik und Religion und – im Zusammenhang damit – die  herausragende Rolle der Frau als Lebensbringerin in der Religion. Aus jener weiblichen Rolle leitet Sophie Drinker eine natürliche Begabung der Frau zur Schöpfung neuer musikalischer Werke ab.
Aus heutiger Sicht ist es kritisch zu betrachten, dass die Argumentation Drinkers auf der Gebärfähigkeit der Frau basiert. Zu ihrer Zeit waren aber sowohl viele der niedergelegten Gedanken als auch die Absicht, die hinter diesem Buch stand, außergewöhnlich. Die eigentliche dem Buch zugrunde liegende Frage, in welcher Gesellschaftsform Musikerinnen den gleichen Status wie Musiker erreichen können, ist und bleibt aber bis heute aktuell.

## Nachlass
Dokumente und Materialien aus Sophie Drinkers Nachlass befinden sich in der Sophia Smith Collection der University of Massachusetts (Sophie Hutchinson Drinker Papers), sowie in der Schlesinger Library (Radcliff College in Cambridge, Massachusetts). Einige Materialien sind in Spezial-Kollektionen in der Van Pelt Library der University of Pennsylvania zu finden.

## Das Sophie Drinker Institut in Bremen
Im Jahr 2001 gründete Freia Hoffmann, Professorin der Carl von Ossietzky Universität Oldenburg und bis heute Leiterin des Instituts, gemeinsam mit Eva Rieger das Sophie Drinker Institut für musikwissenschaftliche Frauen- und Geschlechterforschung. Das Institut wurde nach Sophie Drinker benannt, da es sich wie sie zur Aufgabe gemacht hat, die Rolle der Frau in der Musik(geschichte) gründlich zu erforschen und diesbezügliche Materialien zu sammeln, auszuwerten und diese der Öffentlichkeit zugänglich zu machen. Ein Schwerpunkt der Arbeit des Instituts liegt daher auf dem Aufbau verschiedener einschlägiger Datenbanken.
Musikwissenschaftlich Forschenden stehen neben einer Bibliothek, die auch eine große Aufsatzsammlung umfasst, eine umfangreiche Notensammlung sowie eine Mediathek zur Verfügung. Nicht zuletzt hinsichtlich der Förderung des wissenschaftlichen Nachwuchses findet eine Kooperation mit der Universität Bremen statt.
Zur Eröffnung des Instituts im Jahr 2002 hielt die Musikwissenschaftlerin Ruth A. Solie, Professorin am Smith College (Massachusetts), einen Vortrag über Sophie Drinker. Dieser Vortrag bildete nicht nur den Auftakt zur Forschungsarbeit des Instituts, sondern auch zu einer musikalisch-wissenschaftlichen Vortragsreihe, die sich inzwischen in den Räumlichkeiten des Instituts etabliert hat. Das Sophie Drinker Institut widmet sich aktuell der Erforschung der Geschichte von Musikhochschulen und Konservatorien in der Zeit des Nationalsozialismus. Zuvor lag der Fokus auf Konservatorien im deutschsprachigen Raum des 19. Jahrhunderts. In diesem Zusammenhang veröffentlichte das Institut ein dreibändiges Handbuch, das unter anderem systematisch Genderfragen behandelt. Darüber hinaus erfasste das Institut herausragende europäische Instrumentalistinnen des 18. und 19. Jahrhunderts in einem auf der Institutswebsite zugänglichen Lexikon. Ebenfalls online verfügbar ist eine vom Institut erstellte Zusammenstellung von rund 1700 Orchesterwerken von Komponistinnen, die über Musikverlage erhältlich oder ausleihbar sind.

## Werke
- Music and women: the story of women in their relation to music. New York 1948.
- Brahms and his women’s choruses. Merion 1952.
- What Price Women’s Choruses?, in: Musical Journal 12/1, (1954), S.19 & 42f.
- Die Frau in der Musik. Eine soziologische Studie. Zürich: Atlantis 1955. (Deutsche Übersetzung: Karl und Irene Geiringer).
- Hanna Penn and the proprietorship of Pennsylvania, Philadelphia: Priv. print. under the auspices of the National Society of the Colonial Dames of America in the Commonwealth of Pennsylvania 1958.
- mit Henry S. Drinker: Accademia dei dilettanti di musica: 1930–1960.
- mit Eugenie Andruss Leonard, Miriam Young Holden: The American Woman in colonial and Revolutionary times, 1565-1800: a syllabus with bibliography. Philadelphia: University of Pennsylvania Press 1962.